# Miroslav Uďan
Miroslav Uďan je český podnikatel, spoluzakladatel společnosti Shoptet a investor.
V době provozování prvního vlastního e-shopu se seznámil se svým budoucím partnerem v Shoptetu Tomášem Krejčím, který pro něj tento e-shop naprogramoval. Tím začala jejich intenzivnější spolupráce, která v roce 2008 vedla k založení firmy Shoptet. Zpočátku se podílel na Shoptetu při práci v T-Mobilu, odkud později odešel.
Miroslav Uďan opustil pozici generálního ředitele Shoptetu v roce 2021, kdy měla platforma 27 000 e-shopů. Tehdy také dosavadní majitel 70% Shoptetu, Ondřej Tomek, navýšil svůj podíl na 85 % odkoupením části podílu od Uďana.
Mezi jeho projekty patří například svympanem.cz, kde radí začínajícím podnikatelům.
V roce 2023 začal pracovat na novém startupu Out of Dark, který však v roce 2024 uzavřel. Dále se věnuje tzv. andělskému investování.[zdroj?]